# Antigona Papazicopol
Antigona Papazicopol (Boekarest, 1915-1997) is een Roemeens poppenspeler met marionetten en scriptschrijver.

## Levensloop
Papazicopol studeerde af aan de faculteit voor schone kunsten van de universiteit van Boekarest.
Tussen 1945 en 1968 was ze een van de belangrijke poppenspelers van het poppentheater Ţăndărică, onder regisseurs als Nicolae Massim en Margareta Niculescu. Hier vormde ze jarenlang een vast koppel met poppenspeler Dorina Tănăsescu. Ook gaf ze hier les in het marionettenspel.
Ze werd bekroond met een belangrijke staatsprijs voor kunstenaars van de Socialistische Republiek Roemenië.
In 2003 werd een studiebeurs van de Universitatea Nationala de Arta Teatrala si Cinematografica naar haar vernoemd.

## Theaterstukken
- 1945: Pădurea fermecată
- 1946: Țăndărică la circ
- 1948: Galoșul fermecat
- 1950: Harap Alb
- 1950: Circul Atlantic
- 1954: Umor pe sfori (co-auteur, eerste internationale doorbraak van het theater Ţăndărică)
- 1954: Băiatul și vântul
- 1956: Povestea porcului
- 1961: Harap Alb
- 1957: Milioanele lui Arlechin
- 1959: Isprăvile lui Heracle
- 1960: Micul Prin
- 1961: Cactus întâiul și ultimul
- 1962: Cartea cu Apolodor
- 1962: A fugit un tren
- 1965: Amănarul
- 1966: Tigrișorul Petre
- 1967: Vrăjitorul din Oz